# 张铁军
张铁军（1921年—1990年），男，山西昔阳人，中华人民共和国政治人物，曾任辽宁省人大常委会副主任，第六、七届全国人大代表。